# Steve Bovay
Steve Bovay (* 25. November 1984 in Vevey, Schweiz) ist ein ehemaliger Schweizer Radrennfahrer.
Bovay nahm 2004 an den Schweizer Strassen-Radmeisterschaften teil, wo er den dritten Platz belegte. Beim Grand Prix Guillaume Tell belegte er 2006 den 6. Platz der Gesamtwertung. Hierauf fuhr er in den Jahren beim damaligen Professional Continental Team BMC, für das er bei der Tour de Beauce den 9. Rang der Gesamtwertung belegte.

## Teams
- 2008 BMC Racing Team
- 2009 BMC Racing Team